# Râul Smida, Bârzava
Râul Smida este un afluent al râului Bârzava. 

## Hărți
- Harta Județului Caraș-Severin